# 倪嘉慶
倪嘉慶（1580年代—1650年代），字篤之，號樸菴，應天府上元縣人，明朝、南明政治人物。

## 生平
天啟元年（1621年），倪嘉慶中式辛酉科應天鄉試舉人，次年（1622年）聯捷進士，大理寺观政。天啟三年（1623年），授戶部浙江清吏司主事，管南新凤阳仓。兵科給事中劉徽請求裁撤驛遞，朝廷下旨淘汰十三省郵傳銀六十萬；倪嘉慶上奏指出驛遞是朝廷的一大養濟院，強悍的遊手之徒依賴它生存，裁撤驛遞會令他們成為心腹之患。不久，王嘉胤、李自成等人以裁驛走到高迎祥軍隊，使得中原形勢動亂。楊嗣昌提出增兵請求同時增加糧餉，倪嘉慶上疏：「國庫入不敷支，歲額尚欠二百三十餘萬，何以支持加餉。今日的問題，不在士兵太少而在納餉太多。納餉多則傷害農夫，傷害農夫則人民貧窮，人民貧窮則愈多人鋌而走險，倒不如練兵減餉，消除寇盜根源。」未被理會。四年差回，五年丁父忧。六年起陕西司员外。
崇祯元年（1628年），起补職方員外郎，二年升車駕郎中，因為對王府奸官施行杖刑，被貶謫為浙江布政司經歷，崇禎五年（1632年），再獲起用戶部浙江司主事，崇禎六年升山东司署郎中，七年分考會試。崇祯九年，溫體仁因為侯恂決定魏忠賢案而在任命官員上爭持，排擠東林黨人；楊嗣昌亦以加餉一事憎恨倪嘉慶，故利用豆案誣陷他，判入獄七年。他端坐研易經，很快改為戍邊；范景文、倪元璐互相推薦下復官，但未赴任。弘光帝即位，起用他擔任文選員外郎，又轉為戶科給事中，負責查核直隸錢糧，與曹景參、沈應旦、郭充、蔣鳴玉、劉天斗、左光明、陳鳴珂一同受命。他上疏論楊嗣昌調度失當，請求削其官蔭，未得准許。不久，調任刑科右給事中，因忤逆馬士英而被外任巡鹽御史兼河道，和中書舍人胡承善在瓜洲渡、儀真縣抽查鹽斤。
南京失陷，倪嘉慶在青山出家為僧，法名大然，字嘯風，七十二歲時去世。